# Kroatisches Kaltblut

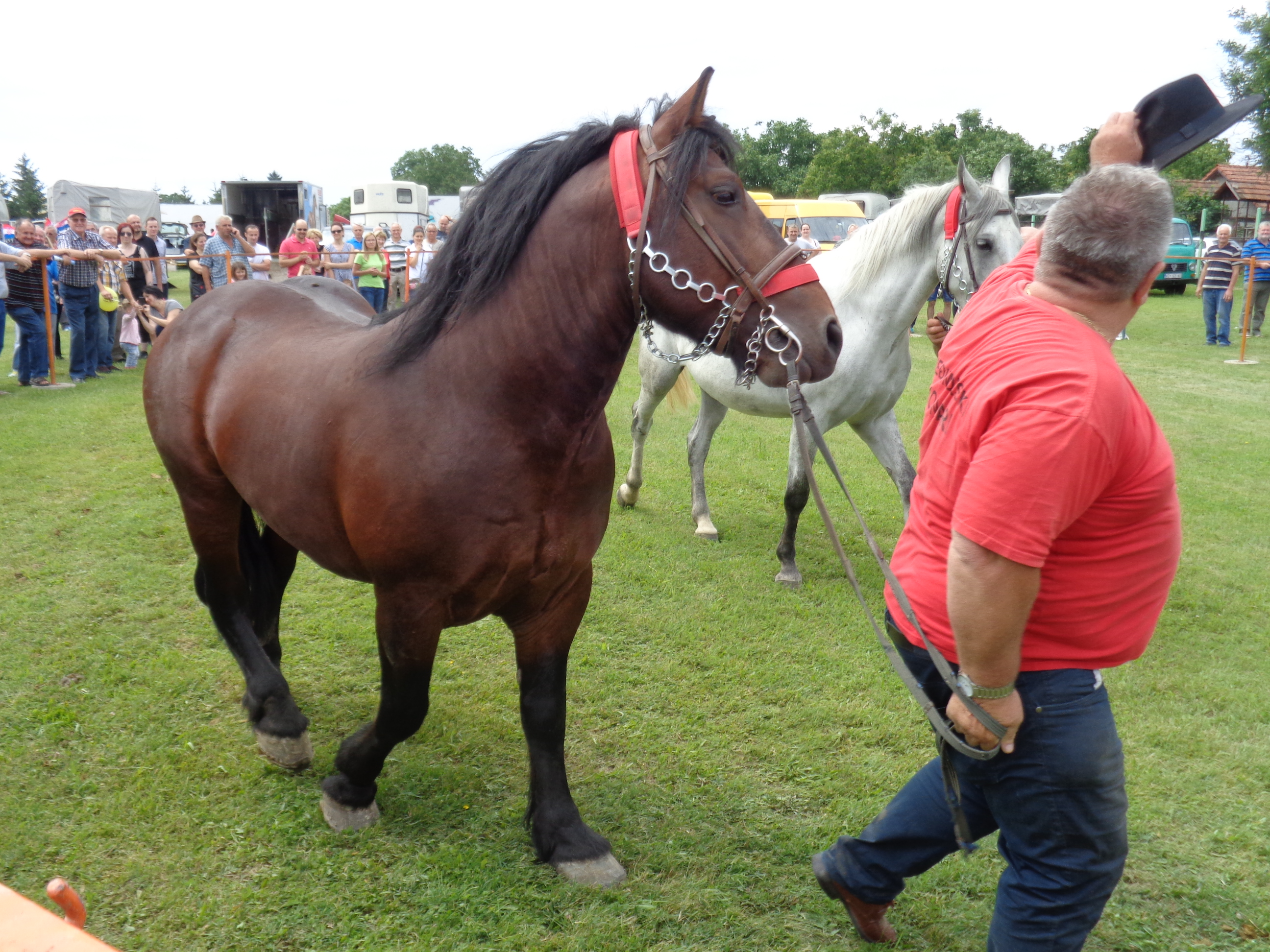
Ein Brauner bei der MESAP-Messe in Nedelišće

Das Kroatische Kaltblut (kroatisch Hrvatski hladnokrvnjak) ist eine autochthone kroatische Pferderasse. Diese Kaltblut-Pferderasse stammt aus dem Flachland Nordwest- und Zentralkroatiens.

## Geschichte
Diese reinblütige Pferderasse entstand im 19. Jahrhundert durch langjährige Einkreuzung heimischer Stuten und importierter Hengste der Ardenner-, Percheron- und Brabanter-Zuchtlinien. Später wurden immer mehr auch Hengste einiger ungarischen Kaltblut-Pferderassen eingekreuzt.
Am Anfang des 20. Jahrhunderts erweiterte sich die Rasse nach einigen anderen Gebiete Kroatiens (Posavina, Slawonien usw.). Heute ist das Kroatische Kaltblut die zahlenmäßig größte (sowohl autochthone als auch allgemein) Pferderasse in Kroatien, mit insgesamt 5.907 Hengsten, Stuten und Fohlen (die Angabe bezieht sich auf das Jahr 2012). Das Zuchtzentrum befindet sich in der Mikroregion Moslavina.

## Merkmale
Ein typisches Kroatisches Kaltblut ist kräftig, muskulös, robust und schwer, mit einer Widerristhöhe zwischen 150 und 160 cm. Es hat einen mittelgroßen Kopf mit kleinen Ohren, einen mittellangen gebogenen Hals, breite Brust, langen Rücken sowie massive, gut gebildete Beine mit breiten Hufen. Bei den Fellfarben überwiegt Brauner, gefolgt von Rappe, Fuchs, Schimmel und Isabell.
Es besitzt ein ruhiges Temperament, dazu ist es einsatzwillig, ausdauernd und stellt geringere Anforderungen. Früher war es hauptsächlich bei  schweren Zugarbeiten, sowie in der Land- und Forstwirtschaft  eingesetzt, heute wird es aber häufig allein für die Fleischproduktion gezüchtet.